# Viktor Cathrein

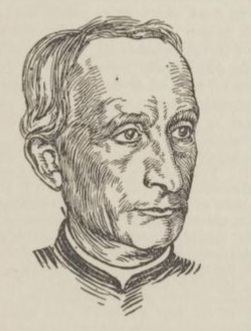
Viktor Cathrein

Viktor Cathrein oder Victor Cathrein (* 8. Mai 1845 in Brig, Kanton Wallis; † 10. September 1931 in Aachen) war ein schweizerisch-deutscher Moral- und Rechtsphilosoph sowie Priester der Societas Jesu (SJ). Er publizierte anfangs (und auch später bei brisanteren Themen) unter dem Pseudonym N. (für Nikolaus) Siegfried.

## Leben
Der Sohn eines Regierungsstatthalters aus dem Oberwallis, noch geboren vor dem Sonderbundkrieg und der Schweizer Staatengründung, ging noch vor seiner Volljährigkeit nach Deutschland in eine Niederlassung der Jesuiten (Gorheim bei Sigmaringen, Baden-Württemberg). Im Deutsch-Französischen Krieg leistete er Lazarettdienst. Im Kulturkampf musste er – wegen des Verbots des Ordens – 1872 Deutschland verlassen. Im Kolleg Ditton Hall, Widnes bei Liverpool, studierte er Theologie (1874–1878).
1877 empfing er – spät wegen der ordensüblichen Studien – die Priesterweihe. Er wurde für den Unterricht der Jüngeren eingesetzt und hielt seine Vorlesungen (wie im Orden damals üblich) auf Latein. Das Ergebnis seiner Studien in England über die englische Verfassung legte er 1881 vor, ein Jahr später folgte die Sammlung von Aktenstücken des Kulturkampfs in Preussen, sogleich von hoher Bedeutung und bis heute eine wichtige Quellensammlung.
Dann wurde er Redakteur in der Kulturzeitschrift Stimmen aus Maria Laach. Völlig im traditionellen System beginnend – und darin verbleibend – behandelte er die brennenden Fragen von Recht, Wirtschaft, Frieden, Gleichstellung. Seine thomistische Theologie, die er auch in ihren Finessen beherrschte, wurde so zum Rahmen für aktuelle praktische Problemstellungen. Er blieb in einer nichtpluralistischen Welt und kam doch immer wieder ins Gespräch mit zeitrelevanten Themen.
Nach einem langen Leben, in dem er sich hauptsächlich der wissenschaftlichen Schriftstellerei (als Scriptor) widmen durfte, denn sein Orden stellte ihn von allen Lehrverpflichtungen frei, starb er kurz vor der Machtergreifung der Nationalsozialisten in Deutschland. Seine letzten Arbeiten waren dem Verhältnis von Sozialismus und Christentum gewidmet und – der Freude.
Konrad Farner, sein Landsmann, hat manche seiner Fragen in die 68er Diskussionen gerettet: mit seiner Theologie des Kommunismus.

## Schriften
- Die englische Verfassung. Eine rechtsgeschichtliche Skizze (= 15. Ergänzungsheft zu den „Stimmen aus Maria-Lach“). 1881.
- N. Siegfried: Actenstücke betreffend den preußischen Culturkampf. Freiburg 1882 (archive.org).
- Die Sittenlehre des Darwinismus. Eine Kritik der Ethik Herbert Spencers (= 15. Ergänzungsheft zu den „Stimmen aus Maria-Lach“). Herder, Freiburg im Breisgau 1885 (archive.org).
- Das Privatgrundeigenthum im Lichte des Naturrechts. In: Stimmen aus Maria-Laach. Band 33, 1887, S. 472–481.
- Das Privatgrundeigenthum und die sociale Noth der Gegenwart. In: Stimmen aus Maria-Laach. Band 33, 1887, S. 225–238.
- Das ius gentium im römischen Recht und beim hl. Thomas von Aquin (= Jahrbuch der Görresgesellschaft. Band 11). Köln 1889.
- Jus gentium im römischen Recht und beim hl. Thomas von Aquin. In: Philos. Jahrbuch. II, 1889.
- Der Sozialismus: Eine Untersuchung seiner Grundlagen und seiner Durchführbarkeit. 10., bedeutend umgearbeitete und vermehrte Auflage. 1910 (archive.org). 1. Auflage: Freiburg 1890; 9. Auflage 1906. Herder, Freiburg i. Br.; 10. Auflage ebenda 1910:  12. und 13. Auflage (26 bis 29. Tausend) 1920. 16. Auflage 1923 (viele Übersetzungen).
- Moralphilosophie. Eine wissenschaftliche Darlegung der sittlichen, einschließlich der rechtlichen Ordnung. 2 Bände. 1890 (Band 1 (Allgemeine Moralphilosophie archive.org)), 4. Auflage 1904, (Band 2 (Besondere Moralphilosophie archive.org)), 4. Auflage 1904, Herdersche Verlagshandlung, Freiburg i. Brsg. 1890–1891.
- Das Privatgrundeigentum und seine Gegner. Eine kritische Auseinandersetzung mit den agrarsozialistischen Theorien von Emile de Laveleye und Henry Georg. In: Die sociale Frage beleuchtet durch die „Stimmen aus Maria-Laach“. Heft 5. Freiburg 1892. 3. Auflage Freiburg i. Br. 1896.
- Philosophia moralis (in usum scholarum). 5. Auflage 1895 (archive.org. Erstausgabe: Freiburg 1893, 21. Auflage 1959).
- Nikolaus Siegfried (= Viktor Cathrein): Durch Atheismus zum Anarchismus. Ein lehrreiches Bild aus dem Universitätsleben der Gegenwart. Allen, denen ihr Christentum lieb ist, besonders aber den angehenden Akademikern gewidmet. Herdersche Verlagshandlung, Freiburg im Breisgau 1895; 2., erweiterte Auflage ebenda.
- Rechtspositivismus und Socialdemokratie. In: Stimmen aus Maria-Laach. Band 50, 1896, S. 249–261.
- Rechtssocialismus. In: Stimmen aus Maria-Laach. Band 54, 1898, S. 237–252.
- Realwissenschaftliche Religion und Moral. In: Stimmen aus Maria-Laach. Band 57, 1899, S. 363–379.
- Religion und Moral oder Gibt es eine Moral ohne Gott? (1900)
- Religion und Moral oder Gibt es eine religionslose Moral? 2., vermehrte Auflage. Herdersche Verlagshandlung, Freiburg im Breisgau 1906
- Die Beteiligung der Frau am Erwerbsleben. In: Stimmen aus Maria-Laach. Band 59, 1900, S. 26–43.
- Die sittliche Autonomie. In: Stimmen aus Maria-Laach. Band 58, 1900, S. 129–140.
- Frauenstudium. In: Stimmen aus Maria-Laach. Band 59, 1900, S. 369–382.
- Recht, Naturrecht und positives Recht. Eine kritische Untersuchung der Grundbegriffe der Rechtsordnung. 1901; 2., beträchtlich vermehrte Auflage. Herdersche Verlagshandlung, Freiburg im Breisgau 1910.
- Die moderne evolutionistische Weltanschauung in ihren Konsequenzen. In: Stimmen aus Maria-Laach. Band 64, 1903, S. 164–182.
- Glauben und Wissen. Eine Orientierung in mehreren religiösen Grundproblemen der Gegenwart für alle Gebildeten. (archive.org). 2. und 3. Auflage. Herdersche Verlagshandlung, Freiburg im Breisgau 1903-
- Philosophia moralis. Band 2. 1899; 4. Auflage Freiburg i. Br. 1904.
- Materialismus und Sozialdemokratie. In: Stimmen aus Maria-Laach 70 (1906) 31 - 50.
- Die katholische Moral in ihren Voraussetzungen und ihren Grundlinien, 1907
- Die sozialdemokratische Familie der Zukunft. In: Stimmen aus Maria-Laach 72 (1907) 263 - 280, 380 - 400.
- Christentum und Sozialismus. In: Stimmen aus Maria-Laach 77 (1909) 255 - 273
- Das Privatgrundeigentum und seine Gegner: Eine kritische Auseinandersetzung mit den agrarsozialistischen Theorien von Émile Louis Victor de Laveleye und Henry George, 1909
- Die Frauenfrage. In: Die sociale Frage beleuchtet durch die "Stimmen aus Maria-Laach", Heft 17. Freiburg im Breisgau 1901, 5. Auflage ebenda 1909
- Naturrecht und positives Recht. 2. Aufi., Freiburg i. Br. 1909
- Die Einheit des sittlichen Bewußtseins der Menschheit, 3 Bände, Freiburg 1914
- Die Grundlage des Völkerrechts, 1918
- Die Verheissungen des göttlichen Herzens: Mit. e. kurzen Einführ. in d. Wesen u. d. Uebung d. Herz-Jesu-Andacht. 1919
- Die christliche Demut: ein Büchlein für alle Gebildeten. 1919
- Die katholische Weltanschauung in ihren Grundlinien mit besonderer Berücksichtigung der Moral. Ein apologetischer Wegweiser in den großen Lebensfragen für alle Gebildete. (archive.org). Herdersche Verlagshandlung, Freiburg im Breisgau 1908 (weitere Auflage 1921)
- Die Dritte Internationale , 1921
- De bonitate et malitia actuum humanorum doctrina s. Thomae Aquinatis : brevis commentarius in Summae theol. 1. 2, q. 18am ad q. 21am, 1926
- Sozialismus und Katholizismus. 1930
- Lust und Freude, ihr Wesen und ihr sittlicher Charakter. 1931